# Eleccions legislatives albaneses de 2009
Les eleccions legislatives albaneses de 2009 se celebraren el 28 de juny de 2009 per a renovar els 140 diputats de l'Assemblea de la República d'Albània. El més votat fou la coalició Aliança pels Canvis, encapçalada pel Partit Democràtic d'Albània i el seu cap Sali Berisha fou confirmat com a primer ministre d'Albània.

## Resultats

### A nivell nacional
Resultats de les eleccions a l'Assemblea de la República d'Albània de 28 de juny de 2009.
| Partit Democràtic d'Albània (Partia Demokratike e Shqipërisë)                                         | PD                                                         | 610463  | 40.18  | 68  |
| Partit Republicà d'Albània (Partia Republikane e Shqipërisë)                                          | PR                                                         | 31990   | 2.11   | 1   |
| Partit per la Justícia i la Integració (Partia për Drejtësi dhe Integrim)                             | PDI                                                        | 14477   | 0.95   | 1   |
| Partit Agrari Ambientalista (Partia Agrare Ambientaliste)                                             | PAA                                                        | 13296   | 0.88   | 0   |
| Partit Moviment Legalitat (Partia Lëvizja e Legalitetit)                                              | PLL                                                        | 10711   | 0.71   | 0   |
| Lliga Democristiana (Lidhja Demokristiane)                                                            | LDK                                                        | 6095    | 0.4    | 0   |
| Partit Front Nacional (Partia Balli Kombëtare)                                                        | PBK                                                        | 5112    | 0.34   | 0   |
| Unió Liberal Democràtica (Bashkimi Liberal Demokrat)                                                  | BLD                                                        | 5008    | 0.33   | 0   |
| Partit Aliança Democràtica (Partia Aleanca Demokratike)                                               | AD                                                         | 4682    | 0.31   | 0   |
| Partit Front Nacional Democràtic (Partia Balli Kombëtar Demokrat)                                     | PBKD                                                       | 4177    | 0.27   | 0   |
| Partit Democràcia i Nova Albània Europea (Partia Demokracia e Re Europiane Shqiptare)                 | PDRESh                                                     | 2111    | 0.14   | 0   |
| Nou Partit de Drets Denegats (Partia e të Drejtave të Mohuara e Re)                                   | PDMR                                                       | 1408    | 0.09   | 0   |
| Aliança Macedònia per la Integració Europea (Aleanca e Maqedonasve për Integrim Evropian)             | AMIE                                                       | 1043    | 0.07   | 0   |
| Aliança per la Democràcia i la Solidaritat (Aleanca për Demokraci dhe Solidaritet)                    | ADS                                                        | 1067    | 0.07   | 0   |
| Ora d'Albània (Ora e Shqipërisë)                                                                      | POSh                                                       | 786     | 0.05   | 0   |
| Força Albània (Partia Forca Albania)                                                                  | PFA                                                        | 319     | 0.02   | 0   |
| Total Aliança pels Canvis (Aleanca për Ndryshim)                                                      | Total Aliança pels Canvis (Aleanca për Ndryshim)           | 712745  | 46.92  | 70  |
| Partit Socialista d'Albània (Partia Socialiste e Shqipërisë)                                          | PS                                                         | 620586  | 40.85  | 65  |
| Partit Socialdemòcrata d'Albània (Partia Socialdemokrate e Shqipërisë)                                | PSD                                                        | 26700   | 1.76   | 0   |
| Partit per la Unitat dels Drets Humans (Partia Bashkimi për të Drejtat e Njeriut)                     | PBDNJ                                                      | 18078   | 1.19   | 1   |
| G99 (Grupim 99)                                                                                       | G99                                                        | 12989   | 0.86   | 0   |
| Partit Democràcia Social d'Albània (Partia Demokracia Sociale e Shqipërisë)                           | PDS                                                        | 10365   | 0.68   | 0   |
| Total Unificació pels Canvis (Bashkimi për Ndryshim)                                                  | Total Unificació pels Canvis (Bashkimi për Ndryshim)       | 688748  | 45.34  | 66  |
| Moviment Socialista per la Integració (Lëvizja Socialiste për Integrim)                               | LSI                                                        | 73678   | 4.85   | 4   |
| Partit Socialista Real '91 (Partia Socialiste e Vërtetë '91)                                          | PSV '91                                                    | 6548    | 0.43   | 0   |
| Moviment de Drets Humans i Llibertats (Lëvizja për të Drejtat dhe Liritë e Njeriut)                   | LDLNj                                                      | 2931    | 0.19   | 0   |
| Partit Verd (Partia e Gjelbër)                                                                        | PGj                                                        | 437     | 0.03   | 0   |
| Partit per la Protecció dels Drets dels Immigrants (Parti për Mbrojtjen e të Drejtave të Emigrantëve) | PMDE                                                       | 376     | 0.02   | 0   |
| Partit Nova Tolerància (Partia Tolerancë e Re e Shqipërisë)                                           | PTR                                                        | 437     | 0.03   | 0   |
| Total Aliança Socialista (Aleanca Socialiste për Integrim)                                            | Total Aliança Socialista (Aleanca Socialiste për Integrim) | 84407   | 5.56   | 4   |
| Partit Democristià d'Albània (Partia Demokristiane e Shqipërisë)                                      | PDK                                                        | 13308   | 0.88   | 0   |
| Moviment pel Desenvolupament Nacional (Lëvizja për Zhvillim Kombëtar)                                 | LZhK                                                       | 10753   | 0.71   | 0   |
| Partit Unió Democràtica Albanesa (Partia Bashkimi Demokrat Shqipëtar)                                 | PBD                                                        | 1030    | 0.07   | 0   |
| Partit Conservador (Partia Konservatore)                                                              | PKONS                                                      | 1047    | 0.07   | 0   |
| Partit de les Reformes Democràtiques (Partia e Reformave Demokratike Shqiptare)                       | PRDSh                                                      | 495     | 0.03   | 0   |
| Partit del Camí de les Llibertats (Partia Rruga e Lirisë)                                             | PRrL                                                       | 1002    | 0.07   | 0   |
| Total Pol de Llibertat (Poli i Lirisë)                                                                | Total Pol de Llibertat (Poli i Lirisë)                     | 27655   | 1.82   | 0   |
| Partit Llei i Justícia (Partia Ligj dhe Drejtësi)                                                     | PLiDr                                                      | 4865    | 0.32   | 0   |
| Independent (Pavarur)                                                                                 | PAVARUR                                                    | 756     | 0.05   | 0   |
| Total (participació: %) 50,77%                                                                        | Total (participació: %) 50,77%                             | 1519176 | 100.00 | 140 |
| Font: CEC Arxivat 2006-08-13 a Wayback Machine.                                                       |                                                            |         |        |     |

### Resultats regionals
El resultat a les 12 regions albaneses fou:
| Regions     | Aliança dels Canvis | Aliança dels Canvis | Unificació dels Canvis | Unificació dels Canvis | Aliança Socialista per la Integració | Aliança Socialista per la Integració | Pol de Llibertat | Pol de Llibertat | Escons totals |
| Regions     | %                   | Escons              | %                      | Escons                 | %                                    | Escons                               | %                | Escons           | Escons totals |
| ----------- | ------------------- | ------------------- | ---------------------- | ---------------------- | ------------------------------------ | ------------------------------------ | ---------------- | ---------------- | ------------- |
| Shkoder     | 58.11               | 7                   | 35.18                  | 4                      | 2.9                                  | 0                                    | 3.45             | 0                | 11            |
| Kukes       | 65.00               | 3                   | 31.31                  | 1                      | 2.97                                 | 0                                    | 0.67             | 0                | 4             |
| Lezhe       | 54.32               | 4                   | 34.47                  | 3                      | 5.61                                 | 0                                    | 3.37             | 0                | 7             |
| Diber       | 57.72               | 4                   | 32.38                  | 2                      | 5.72                                 | 0                                    | 4.08             | 0                | 6             |
| Durres      | 51.65               | 7                   | 39.22                  | 5                      | 8.02                                 | 1                                    | 0.85             | 0                | 13            |
| Tirane      | 46.83               | 16                  | 45.69                  | 15                     | 5.24                                 | 1                                    | 1.82             | 0                | 32            |
| Elbasan     | 45.06               | 7                   | 47.77                  | 7                      | 5.04                                 | 0                                    | 1.94             | 0                | 14            |
| Fier        | 39.98               | 6                   | 51.83                  | 9                      | 6.47                                 | 1                                    | 1.55             | 0                | 16            |
| Berat       | 33.16               | 3                   | 54.62                  | 4                      | 11.35                                | 1                                    | 0.68             | 0                | 8             |
| Korce       | 46.96               | 6                   | 47.82                  | 6                      | 4.21                                 | 0                                    | 0.59             | 0                | 12            |
| Vlore       | 37.46               | 5                   | 54.89                  | 7                      | 5.01                                 | 0                                    | 2.45             | 0                | 12            |
| Gjirokaster | 40.10               | 2                   | 55.9                   | 3                      | 3.27                                 | 0                                    | 0.59             | 0                | 5             |
| Total       | 46.92               | 70                  | 45.34                  | 66                     | 5.56                                 | 4                                    | 1.82             | 0                | 140           |